# Varian Fry

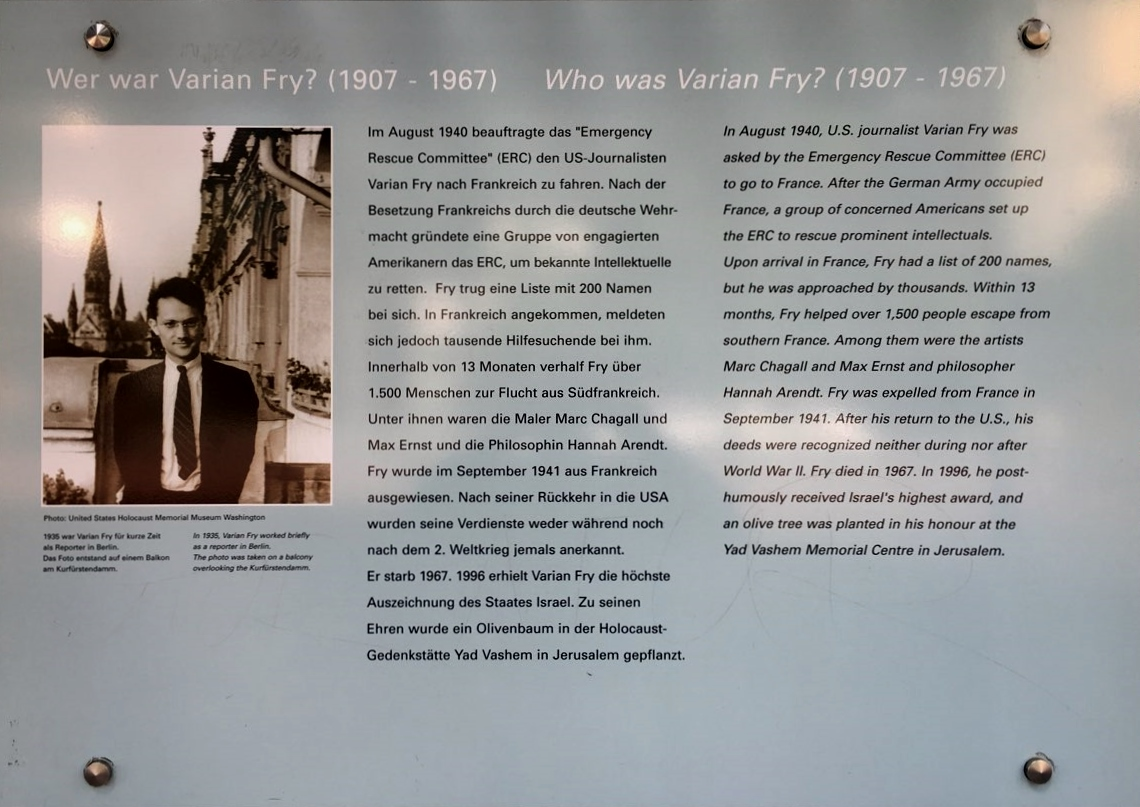
Placa conmemorativa en Berlín

Varian Mackey Fry (15 de octubre de 1907 - 13 de septiembre de 1967), conocido como Varian Fry, fue un periodista estadounidense que dirigió una red de rescate desde Marsella, en la Francia de Vichy, facilitando la salida de Europa de 2,000 a 4,000 personas que huían de la Alemania nazi. Entre estas personas había judíos, artistas, escritores, intelectuales y toda clase de personas perseguidas por el régimen alemán.

## Biografía
Varian Fry nació en la ciudad de Nueva York. Sus padres fueron Lillian (Mackey) y Arthur Fry, gerente de la firma Carlysle and Mellick de Wall Street. La familia se mudó a Ridgewood, Nueva Jersey, en 1910. Varian creció en Ridgewood, donde se aficionó a la observación de aves y a la lectura. Durante la Primera Guerra Mundial, a los 9 años de edad, Varian y sus amigos llevaron a cabo una serie de actividades para recaudar fondos para la Cruz Roja Americana que incluyeron un espectáculo de vodevil y un puesto de venta de helados. De 1922 a 1924 estudió en The Hotchkiss School, que abandonó debido a las novatadas. A continuación estudió en el colegio privado Riverdale Country School, un colegio exclusivo para hombres en Riverdale, en el que se graduó en 1926.
Varian fue un estudiante muy capaz, y además multilingüe, lo que le permitió acceder sin dificultad a la Universidad de Harvard. En 1927, al inicio de sus estudios universitarios, fundó, junto a Lincoln Kirstein, la revista literaria Hound & Horn. Gracias a la hermana de Kirstein, conoció a su futura esposa, Eileen Avery Hughes, editora de la revista Atlantic Monthly. Ella era siete años mayor que él y había estudiado en la Universidad de Oxford en Inglaterra. Se casaron el 2 de junio de 1931. 
Mientras trabajaba como corresponsal en el extranjero para la revista estadounidense The Living Age, Fry viajó a Berlín en 1935. Allí, en más de una ocasión, fue testigo de los abusos del régimen nazi contra los judíos, lo que lo convirtió en un ardiente antinazi.
Después de su visita a Berlín, ese mismo año, Varian escribió en el New York Times sobre el tratamiento salvaje de los judíos por parte del régimen de Hitler. También escribiría algunos libros de política internacional como The Peace that Failed, donde describe el turbulento clima político que siguió a la Primera Guerra Mundial, la desintegración de Checoslovaquia y los acontecimientos que llevaron a la Segunda Guerra Mundial.
Entre 1940 y 1941, desde Marsella, dirigió una red de salvamento de personas perseguidas por la Alemania nazi.
En 1945, Varian declaró: "No podía permanecer impasible mientras tuviera alguna posibilidad de salvar a alguna de sus inocentes víctimas".
Entre los personajes más notables a quienes ayudó destacan:
|  | - Hannah Arendt - Jean Arp - Hans Aufricht - Hans Bellmer - Georg Bernhard - Victor Brauner - André Breton - Camille Bryen - De Castro - Marc Chagall - Frédéric Delanglade - Óscar Domínguez - Marcel Duchamp - Heinrich Ehrmann - Max Ernst - Edvard Fendler - Lion Feuchtwanger | - Leonard Frank - Giuseppe Garetto - Oscar Goldberg - Emil S. Gumbel - Hans Habe - Jacques-Salomon Hadamard - Konrad Heiden - Jacques Hérold - Wilhelm Herzog - Erich Itor-Kahn - Berthold Jacob - Heinz Jolles - Siegfried Kracauer - Wifredo Lam - Jacqueline Lamba - Wanda Landowska - Lotte Leonard | - Jacques Lipchitz - Alberto Magnelli - Jean Malaquais - Golo Mann - Heinrich Mann - Valeriu Marcu - André Masson - Roberto Matta - Walter Mehring - Alfredo Mondial - Otto Meyerhof - Boris Mirkine-Guetzevitch - Hans Namuth - Hans Natonek - Ernst-Erich Noth - Max Ophüls | - Hertha Pauli - Benjamin Péret - Remedios Varo - Alfred Polgar - Poliakoff-Litovzeff - Peter Pringsheim - Denise Restout - Hans Sahl - Jacques Schiffrin - Anna Seghers - Victor Serge - Ferdinand Springer - Bruno Strauss - Sophie Taeuber - Kurt Wolff y Helen Wolff - Wols - Ylla - Alma Mahler - Franz Werfel |

De regreso en Estados Unidos publicó  Surrender on Demand. 
En 1967, recibió la Legión de Honor. 
El libro de Mary Jayne Gold Crossroads Marseilles 1940 despertó interés en su obra.
Es conocido como "El Oskar Schindler norteamericano". 
En 1994, el memorial del Holocausto Yad Vashem le otorgó el título Justo entre las Naciones, en reconocimiento a la ayuda que pudo brindar al pueblo judío.
La película "Varian's War", con William Hurt, de 2001, está basada en su vida.
La serie de televisión Transatlántico, basada en una novela y transmitida en Netflix desde el 2023, relata la historia de las actividades de rescate llevadas a cabo por Varían Fry y el grupo de personas que con él colaboraron.